# Gari (mythologie basque)
Pour les articles homonymes, voir Gari (homonymie).
Gari est le mot basque désignant froment, blé. La culture du blé put se répandre dans le monde dès l'instant où Martxintxo, Martin Txiki ou San Martiniko vola le grain aux génies de Muskia et leur arracha le secret de l'époque à laquelle on doit le semer.
À Aldaba, Albiztur et dans les environs, on dit que les Jentilak (ne prend pas de S, même au pluriel) qui vécurent à Aldabazar (maison d'Aldaba) moissonnaient le blé sur les hauteurs d'Intxurre, un ancien camp fortifié de l'endroit. Ce furent eux qui le cultivèrent les premiers.

## Étymologie
Gari signifie « froment », « blé » en basque. Le suffixe a désigne l'article : garia se traduit donc par « le blé, le froment ».